# Guerrilla Girls
Guerrilla Girls je anonimna skupina feminističnih umetnic, ki se je oblikovala z namenom boja proti seksizmu in rasizmu v umetniškem svetu. Skupina je bila ustanovljena v New Yorku leta 1985, s ciljem opozarjanja na spolno in rasno neenakosti v umetnostni srenji. Skupina uporablja posebno komunikacijo ("Culture jamming") v obliki plakatov, knjig, panojev in javnih nastopov, z namenom razkritja diskriminacije in korupcije. Da bi ostale anonimne, si članice nadenejo maske goril in uporabljajo psevdonime, imena pokojnih umetnic. Po navedbah GG1 so identitete prikrite, ker so vprašanja, ki se jih lotevajo, pomembnejša od posameznih identitet, »v glavnem smo se želele osredotočiti na pereča vprašanja, ne na naše osebnosti ali lastno delo«.

## Zgodovina
Na vrhuncu razvoja sodobne umetnosti v 20. stoletju v številnih uglednih galerijah ni bilo ustretno zastopanih umetnic in kuratork. Te galerije so pogosto financirale elite, pretežno beli moški, kar pomeni, da muzeji ne dokumentirajo zares umetnosti, temveč demonstrirajo strukture moči. Sredi 1960-ih je imel Metropolitanski muzej umetnosti v New Yorku pretežno moški upravni odbor. To je povezano z razlikami med razstavljenimi umetnicami, medtem ko je bilo upodobitve ženske oblike veliko. Potem je bila leta 1985 ustanovljena skupina, ki je razkrila te razlike v svetu seksistične umetnosti.
Spomladi 1985 je sedem žensk ustanovilo Guerrilla Girls kot odziv na razstavo Muzeja moderne umetnosti »Mednarodna raziskava nedavnega slikarstva in kiparstva« [1984], katere seznam 165 umetnikov je vključeval le 13 žensk. Razstava je na novo odprla in razširila stavbo MoMA in razkrila najpomembnejše slikarje in kiparje tiste dobe iz 17 držav. Delež temnopoltih umetnikov je bil še manjši in nobeden od njih ni bila ženska.
Komentar kustosa razstave Kynastona McShina nadalje poudarja izrecno pristranskost glede spola glede umetniškega sveta: »Kynaston McShine je dajal intervjuje, v katerih je dejal, da bi moral vsak umetnik, ki ni bil na razstavi, premisliti o svoji karieri«. Kot odziv na razstavo in McShineovo očitno pristranskost, so protestirali pred MoMA. Tako so se rodile Guerrilla Girls.
Ko protesti niso prinesli uspeha, so Guerrilla Girls s plakati prilepile celotno središče Manhattna, zlasti sosesko SoHo in East Village.
Kmalu zatem je skupina svojo pozornost osredotočila na rasizem v umetnostnem svetu in privabila temnopolte umetnike. Lotili so se tudi projektov zunaj New Yorka, kar jim je omogočilo, da se seksizma in rasizma lotijo na nacionalni in mednarodni ravni. Čeprav je svet umetnosti ostal glavni poudarek skupine, je program Guerrilla Girls vključil seksizem in rasizem v filme, množično in popularno kulturo ter politiko. Tokenizem predstavlja tudi glavno skrb skupine.
V svojih prvih letih so Guerrilla Girls izvajala štetje malenkosti, tako da so člani obiskovali ustanove, kot je Metropolitanski muzej umetnosti in preštevali razmerja moških in žensk v umetniških delih. Podatki, zbrani iz Met-ovih javnih zbirk leta 1989, kažejo, da so umetnice ustvarile manj kot 5 % del na Oddelku za moderno umetnost, medtem ko je bilo prikazanih 85 % golih žensk.
Zgodnje organiziranje je temeljilo na srečanjih, na katerih so člani ocenjevali statistične podatke o neenakosti spolov na newyorški umetniški sceni. Guerrilla Girls so tesno sodelovale tudi z umetniki in jih spodbujale, da so se pogovarjale s predstavniki skupnosti, da bi premostile razlike med spoloma, kjer so jih zaznale.
Na vprašanje o maskah dekleta odgovorijo: »Bile smo Guerrillas, še preden smo bile gorile. Novinarji so od začetka želeli reklamne fotografije. Potrebovali smo preobleko. Nihče se zagotovo ne spomni, kako smo dobili krzno, ena zgodba pa je, da je na zgodnjem sestanku izvirno dekle, slabo črkovano, namesto gverila napisalo gorilla. To je bila razsvetljena napaka. Dala nam je našo masko-uliniteto.« V intervjuju za New York Times so citirane Guerrilla Girls,«Anonimni svobodni govor je zaščiten z ustavo. Presenečeni bi bili nad tem, kar pride iz ust, ko nosite masko«. 
Od leta 1985 so si Guerrilla Girls prizadevale za večjo ozaveščenost o seksizmu in večjo odgovornost kustosov, trgovcev z umetninami, zbirateljev in kritikov. Skupina je zaslužna predvsem za spodbuden dialog in usmerjanje nacionalne in mednarodne pozornosti na vprašanja seksizma in rasizma v umetnosti.

## Delo: akcije, plakati in panoji

### Svet umetnosti
Ves čas svojega obstoja so Guerrilla Girls pridobivale največ pozornosti zaradi svoje drzne protestne umetnosti. Projekti Guerrilla Girls (najprej večinoma plakati) izražajo opažanja, pomisleke in ideale glede številnih družbenih tem. Njihova umetnost je bila vedno odvisna od dejstev in o njej je govoril edinstven pristop skupine k zbiranju podatkov, na primer weenie counts. Da bi bile bolj vključujoče in svoje plakate naredile bolj privlačne, Guerrilla Girls povezujejo dejstva s šaljivimi podobami. Čeprav so slavo pridobile s provokativnimi plakati v New Yorku, je skupina uživala tudi v javnih naročilih in razstavah v zaprtih prostorih.
Poleg tega, da so na različnih prireditvah objavile plakate po centru Manhattna, so razdelile na tisoče majhnih pošiljk, ki temeljijo na njihovih načrtih. Prvi plakati so bili večinoma črno-beli informativni listi, ki so poudarjali neenakosti med umetniki in umetnicami glede števila razstav, zastopanosti galerij in plač. Njihovi plakati so razkrivali, kako seksističen je bil umetniški svet v primerjavi z drugimi panogami in nacionalnimi povprečji. Na primer, leta 1985 so natisnile plakat, ki je pokazal, da je razlika v plačah v umetniškem svetu med moškimi in ženskami močnejša od povprečja ZDA in razglašala: »Ženske v Ameriki zaslužijo le 2/3 od tistega, kar moški zaslužijo. / 3 tega, kar počnejo moški.« Ti zgodnji plakati so bili pogosto namenjeni določenim galerijam in umetnikom. Na drugem plakatu iz leta 1985 so bila navedena imena nekaterih najslavnejših delujočih umetnikov, kot sta Bruce Nauman in Richard Serra. Plakat je vprašal »Kaj je skupnega med temi umetniki?« z odgovorom »Dovolijo, da je njihovo delo prikazano v galerijah, v katerih ni več kot 10 % žensk ali pa jih sploh ni.«
Skupina je bila tudi aktivistka za enako zastopanost žensk v institucionalni umetnosti in izpostavila umetnico Louise Bourgeois v svojem posterju »Prednosti biti ženska umetnica«, leta 1988 v eni vrstici je pisalo: »Vedeti, da se vaša kariera morda ne bo začela šele po vašem 80.« Njihova dela so znana tudi po uporabi borbenih izjav, na primer »Ko rasizem in seksizem niso več v modi, koliko bo vredna vaša umetniška zbirka?«
»Dragi zbiralec umetnin« (1986) je sitotisk 560x430 mm na papir. To je eden od tridesetih plakatov, objavljenih v portfelju z naslovom Guerrilla Girls Talk Back.  Ta tisk je v portfelju nenavaden, saj je v obliki povečane rokopisne črke na roza papirju. Izredno zaokrožena pisana pisava, okrašena z namrščeno rožo, izžareva ženstvenost, ki simbolizira sarkazem, po katerem so bile Guerrilla Girls znane. Guerrilla Girls so ta plakat poslale znanim zbiralcem umetniških del po ZDA in poudarile, kako malo del imajo ženske umetnice. To sporočilo o ženstvenosti je namenjeno pričakovanju, da bi morale ženske, tudi če vložijo resno pritožbo, to storiti na družbeno sprejemljiv 'lep' način. »Vemo, da se ob tem počutite grozno« privlači občutke prejemnika. Ta del je bil komentar o tem, kako težko je za umetnice in kako dolgo morajo preživeti, da jih prepoznajo in jemljejo resno. Od žensk se nenehno pričakuje, da bodo nastopile na določen način in ta tisk je utelešenje, kako burno je, da so ženske po vsem svetu prepoznane v očeh močnih moči. Skupina ga je kasneje prepisala v druge jezike in poslala zbiralcem zunaj ZDA. Praktična šala z resnimi posledicami je ta plakat zdaj (nekoliko ironično) zbirateljski predmet.
Plakati so bili nesramni; poimenovali so imena in tiskali statistične podatke (in skoraj vedno navajali vir teh statistik na dnu, zaradi česar jih je bilo težko zavreči). Osramotili so ljudi. Z drugimi besedami, delovali so 
Prvi barvni plakat Guerrilla Girls, ki ostaja najbolj ikonična podoba skupine, je plakat Metropolitanskega muzeja iz leta 1989, ki je uporabil podatke iz prvega weenie count v skupini. Kot odgovor na ogromno število golih žensk, naštetih v rubrikah Moderna umetnost, plakat sarkastično vpraša: »Ali morajo biti ženske gole, da pridejo v muzej Met.?«. Zraven besedila je podoba slike Jeana Augusa Dominiqueja Ingresa Velika odaliska, enega najbolj znanih ženskih aktov v zahodni umetnostni zgodovini, z glavo gorile, postavljeno nad prvotni obraz.
Leta 1990 je skupina oblikovala pano z Mono Lizo, ki je bil postavljen vzdolž avtoceste West Side ob podpori New York City Art Fund. Za en dan je newyorško podjetje MTA Bus Company pri Metu prikazovalo tudi oglase za avtobuse. Muzejski plakat. Nalepke so postale tudi priljubljene klicne kartice, predstavnice skupine.
Guerrilla Girls so vdrle v kopalnice novoodprtega Guggenheim Soho in na stene postavile nalepke o ženski neenakosti. Leta 1998 so Guerrilla Girls West protestirale v Muzeju umetnosti San Jose zaradi slabe zastopanosti umetnic.
Poleg raziskovanja in razkrivanja seksizma v umetniškem svetu so Guerrilla Girls prejele naročila številnih organizacij in institucij, kot so The Nation (2001), Fundación Bilbao Arte (2002), Istanbul Modern (2006) in Witte de S Centrom for Contemporary Art (2007). Sodelujejo tudi z Amnesty International in prispevajo prispevke k oddaji v okviru pobude organizacije Zaščiti človeka.
Intervjuvali so jih za film !Women Art Revolution.

### Politika in socialna vprašanja
Čeprav protestna umetnost Guerrilla Girls usmerjena v svet umetnosti, in ostaja njihovo najbolj znano delo, je skupina ves čas svojega obstoja redno tarča politikov, zlasti konservativnih republikancev. Med kritiziranimi so George Bush, Newt Gingrich in nazadnje Michele Bachmann. Leta 1991 jih je Artist and Homeless Collaborative povabilo k sodelovanju z brezdomkami, da bi ustvarili plakate kot odgovor na brezdomstvo in prvo zalivsko vojno. 
Med letoma 1992 in 1994 so plakati Guerrilla Girl govorili o predsedniških volitvah leta 1992, reproduktivnih pravicah (narejene za pohod na Washington leta 1992), gejevskih in lezbijskih pravicah ter nemirih v LA. Med volitvami leta 2012 so pokazale svoje Verjame celo Michele Bachman. ... na reklamnem panoju ob nogometnem stadionu, da bi reklamirala svoj načrt: prepovedati istospolne poroke, zahtevati preverjanje identitete volivcev in zapraviti denar za izvajanje identifikacij volivcev po vsej državi. Njihovi plakati leta 2013 so razpravljali o sistemu opozarjanja na domovinski terorizem in guvernerski kampanji Arnolda Schwarzeneggerja.
Leta 2016 so Guerrilla Girls sprožile akcijo Predsednik Trump napoveduje nove spominske mesece v obliki nalepk in plakatov, ki so jih razdelile med Pohodom žensk na Washington v LA in New Yorku, pa tudi na prireditvi J20 v Whitneyju. Muzej umetnosti in protest Fire Fink na MoMA.

## Predstavitve
Pomemben del dejavnosti Guerrilla Girls od leta 1985 so predstavitve in delavnice na fakultetah, univerzah, umetniških organizacijah in včasih v muzejih. Predstavitve, znane kot koncerti, privabijo na stotine in včasih na tisoče udeležencev. Na koncertu predvajajo glasbo, video posnetke, predvajajo diapozitive in govorijo o zgodovini svojega dela, kako se je razvilo. Na koncu GG komunicirajo s člani občinstva. Vedno je vključeno novo delo in material za koncerte se ves čas spreminja. Naredili so na stotine teh dogodkov in potovali v skoraj vse države, pa tudi v Evropo, Južno Ameriko in Avstralijo.
V znak priznanja njihovemu delu so Guerrilla Girls povabljena na predavanja v svetovno znanih muzejih, vključno s predstavitvijo na simpoziju Feministična prihodnost MoMA 2007. Prav tako so bile povabljene, da govorijo na umetniških šolah in univerzah po vsem svetu, leta 2010 pa so imele uvodni govor na šoli umetniškega inštituta v Chicagu. Ob praznovanju 30. obletnice Guerrilla Girls je Matadero Madrid gostil razstavo Guerrilla Girls: 1985-2015, ki prikazuje večino produkcije kolektiva, ki so jo spremljali številni dogodki, vključno z govorom / performansom članic Guerrilla Girl Fride Kahlo in Käthe Kollwitz. Na razstavi je bil prikazan tudi dokumentarni film Guerril in Our Midst iz leta 1992 avtorice Amy Harrison.
Tri Guerrilla Girls so nastopile v oddaji Stephena Colberta 14. januarja 2016.